# Okutama
Okutama (奥多摩町, Okutama-machi) est un bourg du district de Nishitama, à Tokyo au Japon.

## Géographie

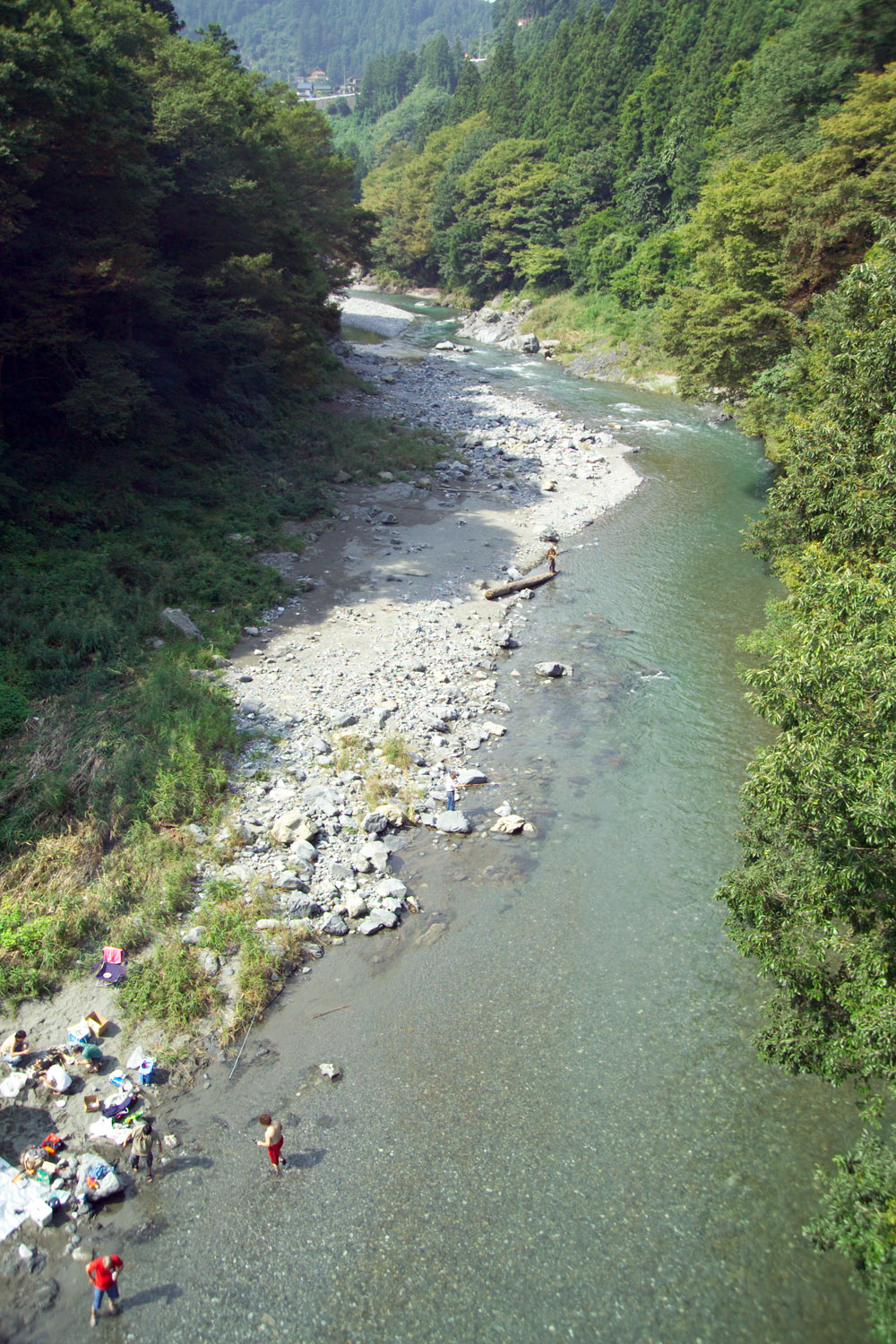
La pêche est populaire à Okutama.

### Situation
Okutama est situé dans les monts Okutama, dans l'extrême ouest de Tokyo. Le mont Kumotori, point culminant de Tokyo et du Kantō à 2 017 m, sépare Okutama de la région des monts Okuchichibu des préfectures de Saitama et de Yamanashi avoisinantes. On y trouve aussi le lac Okutama, importante source d'eau pour Tokyo.

### Municipalités limitrophes
| Chichibu | Chichibu | Hannō   |
| Tabayama | Okutama  | Ōme     |
| Kosuge   | Hinohara | Akiruno |

### Démographie
Couvrant 225,63 km2, c'est la plus vaste municipalité de Tokyo et l'une des moins denses (20 hab./km2). En janvier 2024, la population était de 4 603 habitants.

### Climat
Okutama a un climat continental humide caractérisé par des étés chauds et des hivers frais avec peu ou pas de chutes de neige. La température annuelle moyenne est de 10,6 °C. Les précipitations annuelles moyennes sont de 2 091 mm, septembre étant le mois le plus humide.

## Histoire
Le bourg d'Okutama a été créée le 1er avril 1955, de la fusion de l'ancien bourg de Hikawa avec les anciens villages d'Ogouchi et Kori.

## Transports
Okutama est desservi par la ligne Ōme de la JR East. La gare d'Okutama est la principale gare du bourg.

## Jumelage
- Xian de Chun'an (Chine)